# Zijlwijk-Noord
Zijlwijk-Noord is een woonbuurt in de Nederlandse stad Leiden, die deel uitmaakt van de wijk Merenwijk.